# Kościół św. Elizeusza
Kościół św. Elizeusza (aze. Kiş kilsəsi) – kościół w wiosce Kiş, położonej kilka kilometrów na północ od miasta Şəki, w rejonie Şəki w Azerbejdżanie. Jest to najstarszy kościół na terenie Albanii Kaukaskiej - nazywany „matką wszystkich kościołów albańskich” na Kaukazie.

## Historia
Oficjalna data jego założenia to I w n.e., czyli okres, kiedy tereny te wchodziły w skład Albanii Kaukaskiej. Patronem świątyni jest św. Elizeusz, uczeń apostoła Tadeusza. Święty Elizeusz wyruszył początkowo do Persji z misją szerzenia chrześcijaństwa, jednak został stamtąd przegnany i trafił do wsi Kiş, gdzie zbudował pierwszy kościół na tych terenach Kaukazu. Świątynię tę wspomina w swoim dziele Historia Albanii Kaukaskiej ormiański historyk z VII wieku Mojżesz z Kałankatu (Mowses Kaghankatwaci). Stara świątynia nie przetrwała biegu czasu i na jej fundamentach wybudowano obecną pochodzącą z przełomu XII i XIII wieku. Ta zaś zachowała się do dziś w bardzo dobrym stanie.

## Architektura
Kościół ma prostą bryłę przykrytą wysoką kopułą, podobnie jak to ma miejsce w świątyniach gruzińskich i ormiańskich. Jednocześnie jej korpus może nasuwać skojarzenia z europejskimi świątyniami romańskimi. Jasnoczerwony dach w słońcu sprawia wrażenie, jakby płonął. Bardzo grube ściany mieszczą małe okna.

## Restauracja kościoła
W 2000 roku norweski badacz i naukowiec Thor Heyerdahl wyszedł z inicjatywą przeprowadzenia badań, odremontowania i przekształcenia starego kościoła w muzeum. W lutym 2000 podpisano umowę pomiędzy Norwegian Humanitarian Enterprise a Uniwersytetem Architektury i Budownictwa Azerbejdżanu (Azərbaycan Memarlıq və İnşaat Universiteti). Projekt ten zakończono w roku 2003. Składał się z czterech etapów. Pierwszy rozpoczęty w czerwcu 2000 poświęcony był badaniu kościoła pod względem architektonicznym i archeologicznym. Wykopaliska i badania były prowadzone przez naukowców z Instytutu Etnologii i Archeologii (departament Azerbejdżańskiej Akademii Nauk), pod kierunkiem dr. Kərimova i archeologów brytyjskich oraz norweskich. W trakcie wykopalisk odnaleziono wiele interesujących artefaktów, w tym ceramikę oraz ozdoby z brązu i złota. Potwierdzono także, iż miejsce w którym stoi kościół było używane do celów religijnych od starożytności. Odkryto fazy budowy różnych części kościoła. Początkowo kościół został zbudowany jako prosta konstrukcja hali sklepieniowej. Później, w VII-VIII wieku, został przebudowany poprzez dodanie kopuły. W wiekach XII-XIII zawalone górne części kościoła zostały przebudowane, gdy bęben kopuły został podniesiony. Dzięki temu remontowi kościół uzyskał swój obecny kształt. Jesienią 2002 rozpoczęto drugi etap projektu, który polegał na usunięciu zbędnych elementów dodanych w XIX wieku i przywróceniu świątyni dawnego charakteru i kształtu w oparciu o badania architektoniczne i archeologiczne. Jednocześnie prowadzono trzeci etap, czyli odbudowę kościoła, którą realizowano pod patronatem oddziału Departamentu Rekonstrukcji Ministerstwa Kultury Azerbejdżanu w Şəki. Ostatnim, czwartym etapem, była konwersja kościoła w muzeum prezentujące historię chrześcijańskiej Albanii Kaukaskiej.

## Wierzenia związane ze świątynią
Mimo iż Kościół Albanii Kaukaskiej przestał funkcjonować wieki temu, po dziś dzień przybywają tu chrześcijanie aby modlić się do Boga, a potem - wypowiedziawszy życzenie, przykładają do muru ołtarzowego monetę. Od wieków istnieje wierzenie, że jeśli uczyni to człowiek o czystym i szlachetnym sercu, moneta przylgnie do ściany niczym magnes. Obok tej ściany znajduje się ołtarz, zbudowany z tego samego kamienia, z którego wzniesiono cały kościół. Na samym środku ołtarza pogrzebany jest totem starożytnych Albanów - górski kozioł, którego uważano za święte zwierzę. Z kolei z prawej strony od wejścia do kościoła znajduje się grób, na którym ułożony jest kamień. Prawdopodobnie tutaj chowano świętych kościoła albańskiego. Niektórzy ludzie wierzą, że kamienna płyta nagrobna ma cudowne właściwości lecznicze. Tutaj przyprowadza się nieuleczalnie chore dzieci i zwraca się do kamienia słowami: „Oddaję Tobie moje dziecko na zawsze, a Ty w zamian uzdrów je”.